# ریمز-سسنا اف۴۰۶ کاروان ۲
ریمز-سسنا اف۴۰۶ کاروان ۲ (به انگلیسی: Reims-Cessna F406 Caravan II) یک هواگرد توربوپراپ چندمنظوره است که ساختِ مشترک کارخانه‌های ریمز اوییشن و سسنا در کشور ایالات متحده آمریکا و فرانسه است.